# Tossal dels Avellaners
El Tossal dels Avellaners és una muntanya de 606 metres que es troba al municipi de la Ribera d'Ondara, a la comarca catalana de la Segarra.